# اریک باتوراک
اریک باتوراک (انگلیسی: Eric Butorac؛ زادهٔ ۲۲ مهٔ ۱۹۸۱) یک تنیس‌باز اهل ایالات متحده آمریکا است.